# Хербаш, Абдельхак
Абдельхак Хербаш (араб. عبد اللطيف محمد أحمد‎; род. 25 июня 1995) — алжирский борец вольного стиля, участник Олимпийских игр, многократный чемпион Африки, победитель Африканских игр.

## Карьера
В апреле 2021 года в тунисском Хаммамете на африканском и океанском олимпийский отборочный турнире к Олимпийским играм в Токио завоевал лицензию. В августе 2021 года на Олимпиаде в схватке на стадии 1/8 финала уступил на туше болгарину Георги Вангелову и занял итоговое последнее 16 место.

## Достижения
- Чемпионат Африки по борьбе среди кадетов 2011 — ;
- Арабский чемпионат 2013 — ;
- Чемпионат Африки по борьбе 2014 — ;
- Чемпионат Африки по борьбе 2015 — ;
- Чемпионат Африки по борьбе среди юниоров 2015 — ;
- Африканские игры 2015 — ;
- Чемпионат Африки по борьбе 2017 — ;
- Чемпионат Африки по борьбе 2018 — ;
- Чемпионат Африки по борьбе 2019 — ;
- Африканские игры 2019 — ;
- Чемпионат Африки по борьбе 2020 — ;
- Олимпийские игры 2020 — 16;
- Чемпионат Африки по борьбе 2022 — ;